# Диаконешти (Бакау)
Диаконешти (рум. Diaconești) насеље је у Румунији у округу Бакау у општини Агаш. Oпштина се налази на надморској висини од 541 m.

## Становништво
Према подацима из 2002. године у насељу је живело 309 становника, од којих су сви румунске националности.